# Buenavista (Agusan del Norte)
Buenavista ist eine philippinische Stadtgemeinde in der Provinz Agusan del Norte. Sie hat 61.614 Einwohner (Zensus 1. August 2015).

## Baranggays
Buenavista ist politisch unterteilt in 25 Baranggays.
| - Abilan - Agong-ong - Alubijid - Guinabsan - Macalang - Malapong - Malpoc - Manapa - Matabao - Poblacion 1 - Poblacion 2 - Poblacion 3 - Poblacion 4 | - Poblacion 5 - Poblacion 6 - Poblacion 7 - Poblacion 8 - Poblacion 9 - Poblacion 10 - Rizal - Sacol - Sangay - Talo-ao - Lower Olave - Simbalan |

Anmerkung: Población (spanisch: Siedlung) bezeichnet auf den Philippinen mehrere im Zentrum einer Stadtgemeinde liegende Barangays.